# Sung kiêu
Sung kiêu (danh pháp khoa học: Ficus superba) là một loài thực vật có hoa trong họ Moraceae. Loài này được Miq. mô tả khoa học đầu tiên năm 1866.

## Hình ảnh

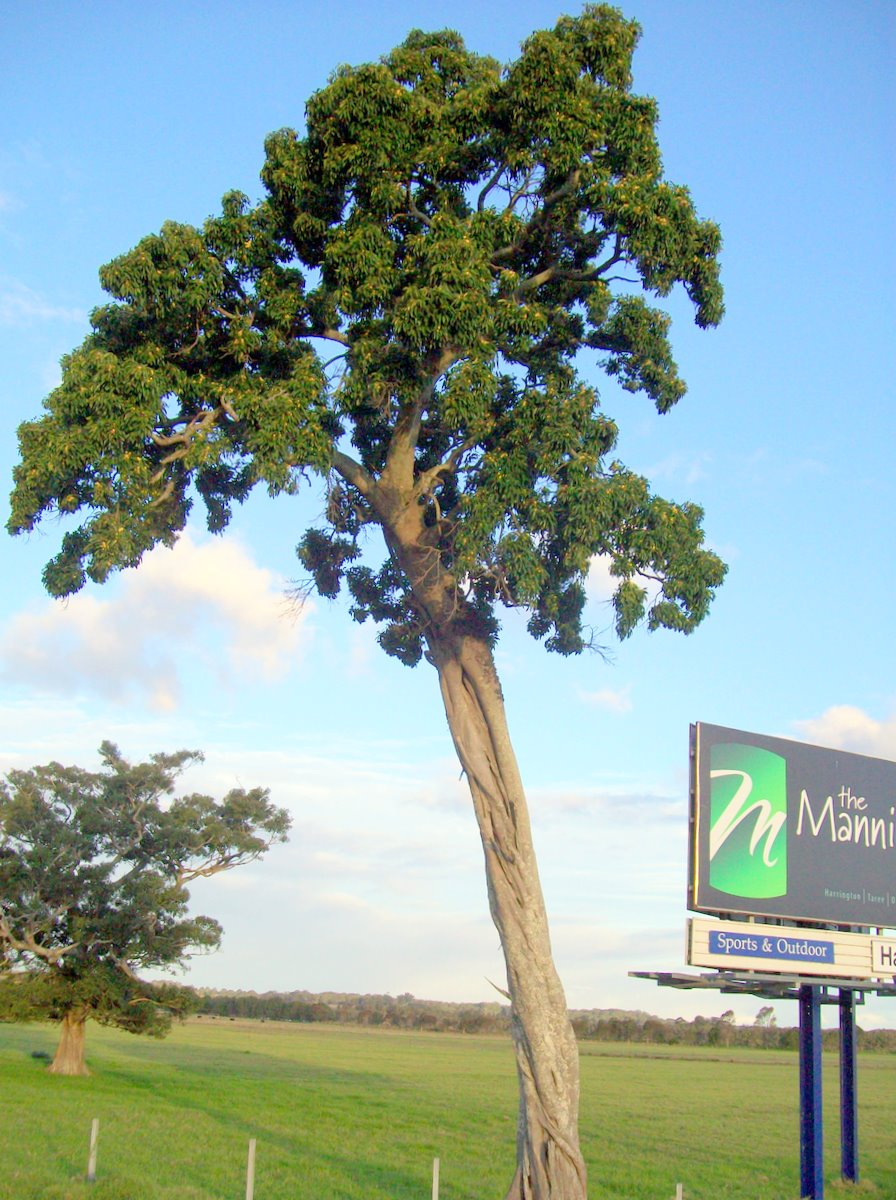
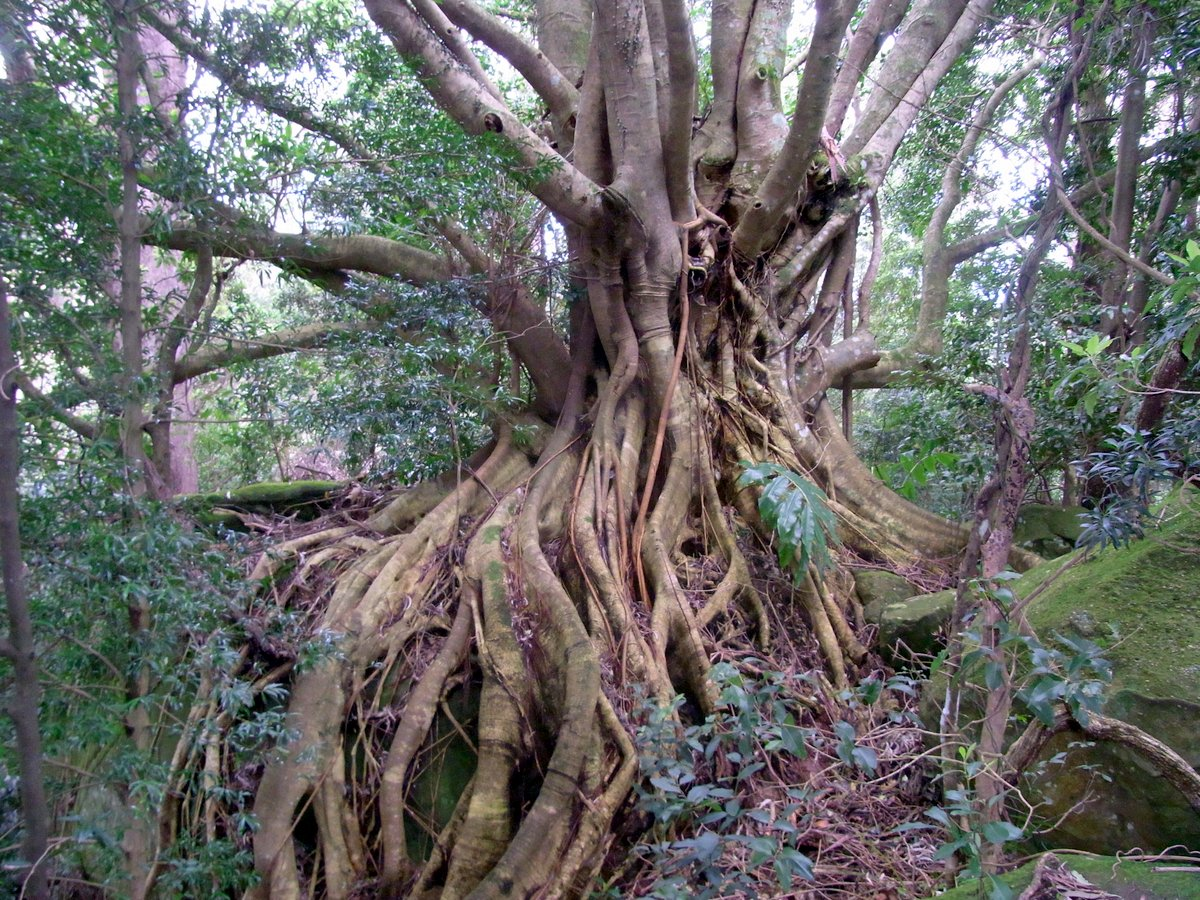
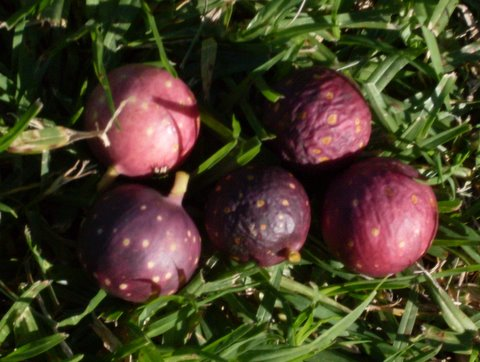
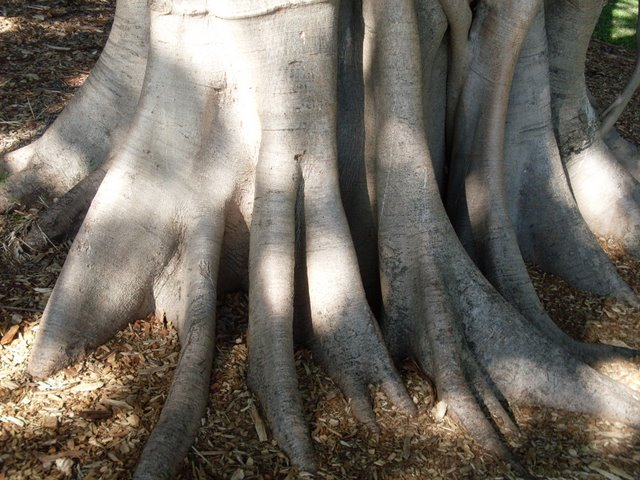